# La Chicana
La Chicana est un groupe de tango argentin, originaire de Buenos Aires. Ses membres sont Dolores Solá et Acho Estol. Le style musical du groupe se caractérise par des rythmes et paroles issus des premières années du tango. En 2004, le groupe a reçu le prix Carlos Gardel dans la catégorie « Tango. Nuevas Formas. », pour son troisième album, Tango agazapado, sorti en 2003. Il est considéré comme l'un des groupes les plus remarquables de la Nueva Guardia del tango

## Biographie

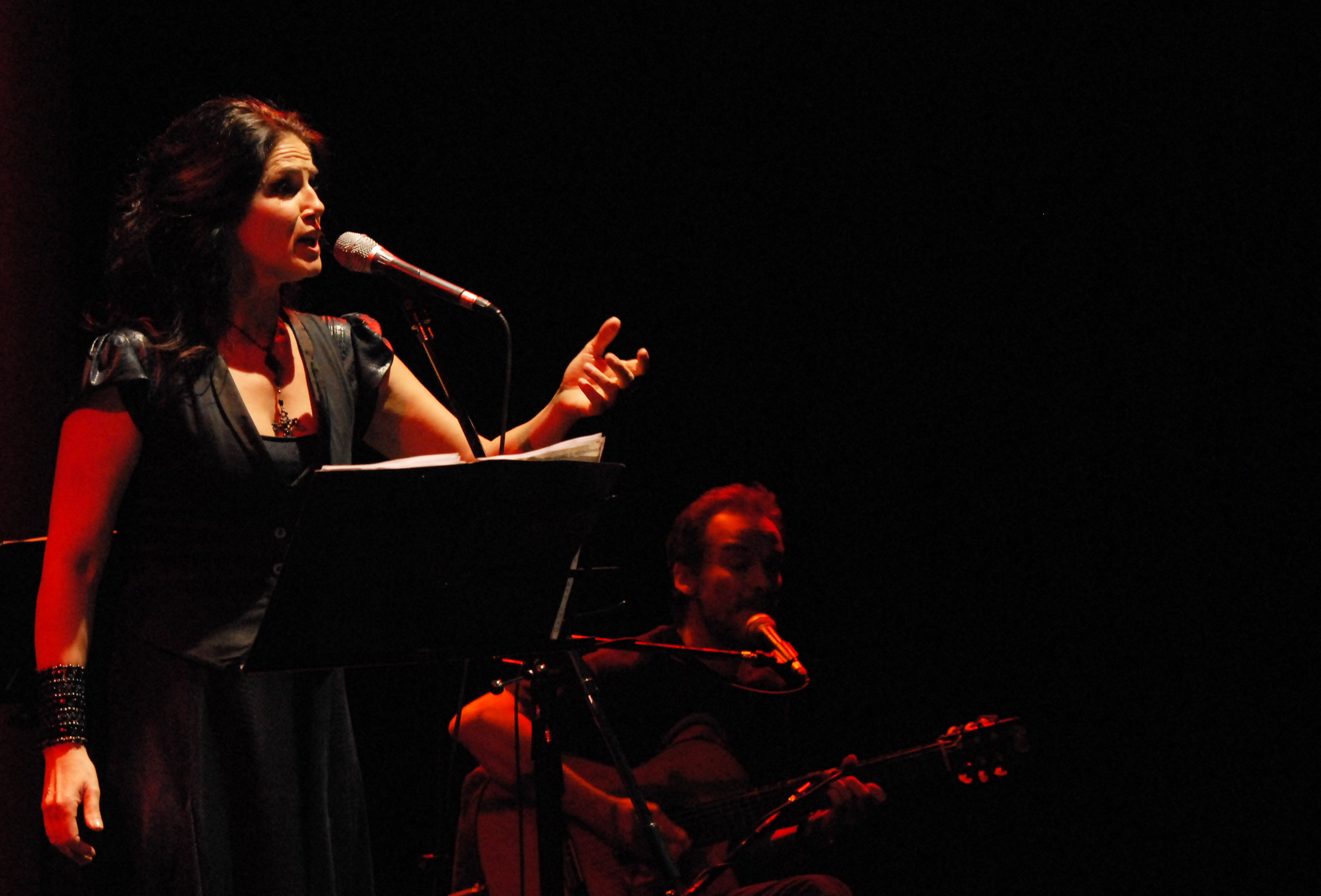
Dolores Solá et Acho Estol.

La Chicana est formé en 1995, donnant ses premiers spectacles dans diverses salles de Buenos Aires. En 1996, le groupe se rend à Londres, en Angleterre, pour participer à la Semana Argentina, un événement gastronomique qui leur donnera l'occasion de se produire dans plusieurs salles de cette ville. Plus tard cette année-là, ils se produisent à l'ambassade d'Argentine de Madrid, en Espagne. Au cours de cette année, le groupe commence à apparaître dans la programmation de la chaîne câblée Sólo tango.
En 1997, ils se produisent à nouveau à Buenos Aires, jouant même à la réception officielle que la Chancellerie argentine a donnée au Premier ministre belge, où même le Président Carlos Saúl Menem était présent. En mai de la même année, ils se produisent à la Semana Argentina de Toronto, au Canada, et à l'ambassade d'Argentine de Brasilia, au Brésil. En juin, ils sont invités à participer à l'hommage rendu aux empereurs du Japon à Buenos Aires. Ils font également partie du programme de la Semana del tango qui se tient au Centro Cultural San Martín de Buenos Aires. Pendant les mois de juillet et août, ils présentent leur spectacle Tan golpeando au café littéraire Opera Prima. Les 18 et 19 septembre, ils donnent deux représentations au Teatro Alberto Maranhao, à Natal, au Brésil. Pendant ce mois, ils se produisent également dans le cycle La Joven guardia del tango à la Biblioteca Nacional, à l'Academia Nacional del Tango et à l'exposition de tango au Palais de Glace.
À la fin de cette année-là, ils enregistrent leur premier album, Ayer hoy era mañana, avec de nombreux musiciens invités et se produisent en direct au Centro Cultural San Martín et au Café Tortoni sur l'Avenida de Mayo. En 2005, ils participent au documentaire Tango. Un giro extraño, réalisé par Mercedes García Guevara, qui présente les plus récentes générations de musiciens et de danseurs de tango en Argentine. Jusqu'en 2019, ils enregistrent six autres albums studio, dont Tango agazapado (2003) qui reçoit le Premio Carlos Gardel 2004 dans la catégorie Tango. Nuevas Formas., ou encore en 2011 le double album Revolución o picnic'.

## Discographie
- 1997 : Ayer hoy era mañana
- 2000 : Un giro extraño
- 2003 : Tango agazapado (Premio Carlos Gardel 2004 dans la catégorie « Tango. Nuevas Formas. »)
- 2005 : Canción Llorada
- 2006 : Lejos
- 2011 : Revolución o picnic (double album)[1]
- 2015 : Antihéroes y tumbas. Historias del gótico surero[4]
- 2016 : La Pampa Grande[5],[6],[7]
- 2020 : Hikikomori[8]